# Steven Taylor (Cricketspieler, 1993)
Steven Ryan Taylor (* 9. November 1993 in Hialeah, Vereinigte Staaten) ist ein US-amerikanischer Cricketspieler, der seit 2008 für die Nationalmannschaft der Vereinigten Staaten spielt.

## Kindheit und Ausbildung
Taylor wuchs als Sohn von jamaikanischen Immigranten in Florida auf. Schon mit neun Jahren spielte er Club-Cricket mit den Erwachsenen. Er durchlief die amerikanischen Altersklassenmannschaften und spielte in der U19-Nationalmannschaft und verpasste mit ihr nur knapp die Qualifikation für die ICC U19-Cricket-Weltmeisterschaft 2012.

## Aktive Karriere
Mit 15 Jahren wurde er erstmals für die Nationalmannschaft berufen. Mit 16 gab er sein Debüt gegen Jamaica im Mai 2010. Sein erstes Twenty20-Century gelang ihm im März 2013 gegen Bermuda. Im Sommer 2013 wurde er erstmals als Kapitän der Nationalmannschaft berufen. In der Caribbean Premier League 2015 erhielt er einen Vertrag mit den Barbados Tridents. Zwei Jahre später wechselte er für 30.000 US-Dollar zu den Guyana Amazon Warriors, bevor er im Jahr darauf zu den Jamaica Tallawahs wechselte. Im September verlor er die Rolle des Kapitäns, da er zu dem Zeitpunkt mit dem Ziel für die West Indies zu spielen mit Jamaika einen Vertrag abschloss. Im November 2017 absolvierte er dann für diese drei First-Class-Spiele. Im März 2019 gab er sein internationales Twenty20-Debüt in den Vereinigten Arabischen Emiraten, bei dem ihm ein Fifty über 72 Runs gelang. Kurz darauf folgte sein ODI bei der ICC World Cricket League Division Two 2019 gegen Papua-Neuguinea. Im August erreichte er in der Amerika-Qualifikation für die kommenden Twenty20-Weltmeisterschaft ein Fifty über 56* Runs gegen die Cayman Islands, wofür er als Spieler des Spiels ausgezeichnet wurde. Dem folgte ein heimisches Drei-Nationen-Turnier erzielte er vier Wickets (4/23) gegen Namibia, wofür er ebenfalls ausgezeichnet wurde. Im Dezember erzielte er bei einem weiteren Drei-Nationen-Turnier in den Vereinigten Arabischen Emiraten gegen Schottland ein Fifty über 56 Runs. Kurz darauf wurde er aus disziplinarischen Gründen von der Rolle als Vize-Kapitän entbunden.
Im September 2021 erzielte er in ODIs im Oman gegen Papua-Neuguinea (82 Runs) und Nepal (92 Runs) und wurde dafür jeweils ausgezeichnet. In der Saison 2022 erzielte er zunächst bei einem heimischen Drei-Nationen-Turnier gegen Nepal ein Century über 114 Runs aus 123 Bällen und gegen Oman ein Fifty über 79 Runs. Darauf folgte der ICC Men’s T20 World Cup Global Qualifier Group B 2022, bei dem er gegen Jersey ein Century über 101* Runs aus 55 Bällen und gegen Singapur ein Fifty über 58 Runs erreichte. Im September folgten in Papua-Neuguinea drei Wickets (3/34) gegen den Gastgeber. In Namibia kam im November 2022 ein weiteres Fifty über 66 Runs gegen Papua-Neuguinea hinzu, wofür er erneut ausgezeichnet wurde. An gleicher Stelle erzielte er im März 2023 zwei Fifties gegen Papua-Neuguinea (81 Runs) und Jersey (79 Runs) beim ICC Cricket World Cup Qualifier Play-off 2023. Beim ICC Cricket World Cup Qualifier 2023 konnte er drei Wickets (3/53) gegen die West Indies erreichen. Gegen Kanada erzielte er in der Twenty20-Serie im April 2024 ein weiteres Fifty (54 Runs). Kurz darauf wurde er für den ICC Men’s T20 World Cup 2024 nominiert.